# أيل (جنس)
أيل (الاسم العلمي: Cervus) هو جنس، في فُصيلة أيائل العالم القديم، وضع التسمية العلمية  كارولوس لينيوس، وذلك في  1758.

## الأنواع
من أنواعه:
- الإلكة
- أيل أحمر
- أيل سيكا
- أيل ثورلود